# Сеџда
Сеџда (арап. سجدة) је фарз у намазу, значи спуштање и стављање лица, односно чела на земљу, истовремено са рукама, коленима и стопалима, које муслимани обављају током молитве, док се учи Куран.
Ова дефиниција сеџде може се изједначити са обавезом клањања коју су наредили Алах и његов посланик Мухамед. Речи Алаховог посланика, што значи:
- Наређено ми је (од Алаха) да клањам на седам удова, на чело и са знаком руке преко носа, и две руке и два колена и стомак и прсте на две ноге. (Мутафакун Алах Хадис).[2]

## Извор сеџде
Куран наредба да се клањају и њене последице на ахирет (онај свет џенет и џехенем) помињу се у Курану у сури Ел-Калам, стихови 42 и 43. У овом стиху, Алах описује одмазду за људе који не желе да клањају Алаху док још живе у овом ајету. Када буду на ахирету биће испуњени понижењем. Понижење које им се даје биће окренути наопачке положај тела из положаја сеџде. Положај леђа замењује положај главе. Ово стање је дато невјерницима и лицемјерима.